# Bal du Moulin de la Galette
Bal du Moulin de la Galette és una pintura a l'oli realitzada per Ramon Casas entre 1890-1891 i actualment exposada al Museu del Cau Ferrat de Sitges.
La tercera estada de Casas a París, que va iniciar a l'hivern de 1890, una vegada clausurada la primera exposició que, juntament amb Rusiñol i Clarasó, va celebrar a la Sala Parés, i que va prolongar fins a 1892, va resultar molt fructífera tant per la quantitat com per la qualitat de les obres que va produir durant aquell període. Bona prova d'això és el fet que només l'any 1891 va presentar tres obres en l'Exposició de Belles Arts de Barcelona; dos en l'Exposició Internacional d'Art de Berlín; una en el Salon des Beaux-Arts de París; vuit en el Salon des Indépendants d'aquesta mateixa ciutat i vint-i-vuit a la Segona Exposició Rusiñol, Cases, Clarassó que es va celebrar a la Sala Parés el novembre d'aquell mateix any. Entre aquestes pintures, la majoria realitzada a París, figuraven tres de les seves obres mestres: Plein air, Retrat d'Erik Satie i aquesta obra.
L'any 1900 es va celebrar en la Sala Parés una important exposició individual de Casas, organitzada per Miquel Utrillo, director del setmanari Pel i Ploma i amic personal del pintor, que va reunir el millor de l'artista. L'obra que ens ocupa no solament va formar part de la mostra esmentada sinó que va ocupar el lloc més destacat de l'exposició.
Quant al tema, és interessant constatar que així com Renoir i Toulouse-Lautrec en les teles que van pintar el 1876 i 1889, respectivament, van captar aquesta mateixa escena en un moment bulliciós, Casas, en canvi, va optar per donar una imatge trista i sòrdida del lloc, en captar una àmplia panoràmica de la sala en penombra, amb tan sols dues figures ballant i altres en primer terme en actitud indiferent. D'alguna manera, Casas, amb una paleta freda, monocroma i amb predomini del clarobscur, va adoptar en aquesta tela una visió pessimista, més en la línia de les obres que en aquell temps pintava el seu company Rusiñol.

## Exposicions rellevants
L'obra forma part de la col·lecció permanent del museu Cau Ferrat, però s'ha exposat a museus de renom com el Metropolitan Museum of Art, com a peça integrant de l'exposició Barcelona & Modernity, que va tenir lloc durant el 2006 al museu de Nova York. En aquesta mostra, també es van poder veure altres obres com La Masia de Joan Miró, Ramon Casas i Pere Romeu en un tàndem de Ramon Casas i el Desconsol de Josep Llimona entre d'altres.
Es va exposar a l'exposició Devorar París que va tenir lloc al Museu Picasso el 2011.